# Macromalocera
Macromalocera là một chi bọ cánh cứng trong họ 
Elateridae.
Chi này được miêu tả khoa học năm 1834 bởi Hope.

## Các loài
Các loài trong chi này gồm:
- Macromalocera affinis Blackburn, 1890
- Macromalocera caenosa Hope, 1834
- Macromalocera caledonica (Fleutiaux, 1891)
- Macromalocera sinuaticollis Blackburn, 1890